# Марагоджип

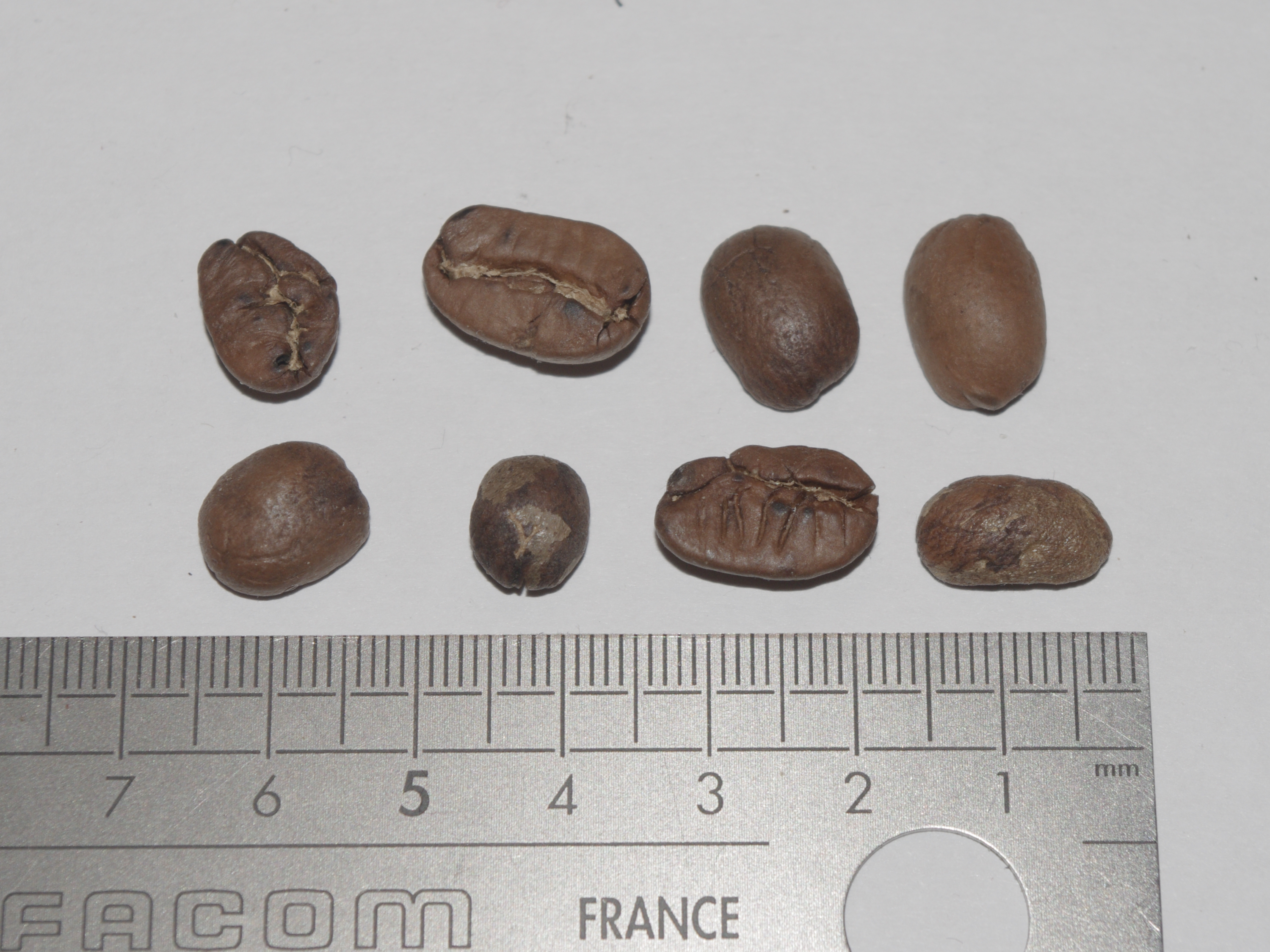
Зёрна кофе марагоджип из Никарагуа

Марагоджип (англ. Maragogipe), известный как слоновье зерно (англ. Elephant Beans) — один из сортов кофе арабика, отличающийся самым крупным размером зёрен.
Этот кофе выращивается на высоте 600—700 метров над уровнем моря. Зерна марагоджипа в 3,5 раза больше зерен обычной арабики. Напиток из зёрен этого сорта обладает мягким и насыщенным ароматом и шоколадным вкусом.

## История
Этот сорт кофе появился в окрестностях города Марагожипи в бразильском штате Баия, в честь которого и был назван. В Баия отличные условия для выращивания кофе, благодаря чему удалось получить зёрна столь крупного размера. Со временем сорт распространился по всей Южной Америке. В настоящее время он выращивается в Никарагуа, Колумбии, Гватемале, Мексике и ряде других стран.
Марагоджип фактически стал результатом первого опыта по выращиванию кофе в Бразилии. Не зная, какие кофейные деревья смогут прижиться в бразильском климате, местные плантаторы высадили деревья различных сортов на небольшом участке. Часть из них погибла, а в результате переопыления выживших удалось получить урожай зёрен крупного размера.
Вероятно, что данный вид кофе получил своё собственное названия благодаря размеру зерен и своим вкусовым качествам. Зерна Марагоджипа превышает по размеру зерна других видов арабики в 2-3 раза, при этом одно зерно может достигать более 2 см в длину.

## Разновидности
Существуют различные сорта марагоджипа в зависимости от места произрастания:
1. В Никарагуа выращиваются самые крупные зёрна этого сорта. Напиток, приготовленный из этих зёрен, отличается вяжущим горьковатым вкусом с насыщенными цветочными, винными и фруктовыми нотками и ярко выраженным ароматом. Также этот кофе имеет лёгкую кислинку. Вкус и аромат марагоджипа из Никарагуа настолько сильны, что чувствуются даже при добавлении молока.
2. Мексиканская и колумбийская разновидности отличаются резким орехово-шоколадным вкусом и лёгкой консистенцией.
3. Марагоджип из Гватемалы в плане вкусовых качеств считают лучшим, отличающимся как идеальными по форме зёрнами, так и сбалансированным вкусом и ароматом.